# Prislonica
Prislonica (cyr. Прислоница) – wieś w Serbii, w okręgu morawickim, w mieście Čačak. W 2011 roku liczyła 1424 mieszkańców.